# Cephalastor sinusiticus
Cephalastor sinusiticus är en stekelart som beskrevs av Garcete-barrett 2002. Cephalastor sinusiticus ingår i släktet Cephalastor och familjen Eumenidae. Inga underarter finns listade.